# 发热伴血小板减少综合征
發熱伴血小板減少綜合症（severe fever with thrombocytopenia syndrome, SFTS），俗稱蜱蟲病，是由一種新發現的布尼亞病毒導致的傳染病。發病徵候包括發熱和多器官衰竭。實驗室測試顯示，此病伴有血小板和白血球减少的症狀。該疾病於2009年首先確認於中國。致病病毒為發熱伴血小板減少綜合症病毒（SFTS Virus），簡稱「新布尼亞病毒」，屬於布尼亞病毒科白蛉病毒屬（Phlebovirus）。

## 背景
發熱伴血小板減少綜合症在2009年尚未知其病原，先前推測病原為人粒细胞无形体病(Granulocytic Anaplasmosis)，但在實驗室檢測未曾分離過該病原。

## 流行情形
2009年6月至2010年9月期間，發現病例的中國省份為河南、湖北、山東、安徽、遼寧及江蘇省，大多分布在丘陵、林木區以及山區。該六省共計疑似SFTS住院病患有241位，其中171例確診，21例(12%)死亡，病患多為山林區的農民。到2021年，除海南省、青海省、西藏自治区和宁夏回族自治区外，中国大陆均有发热伴血小板减少综合征案例报告。在2013年，日本與南韓亦確診數例並有死亡發生。

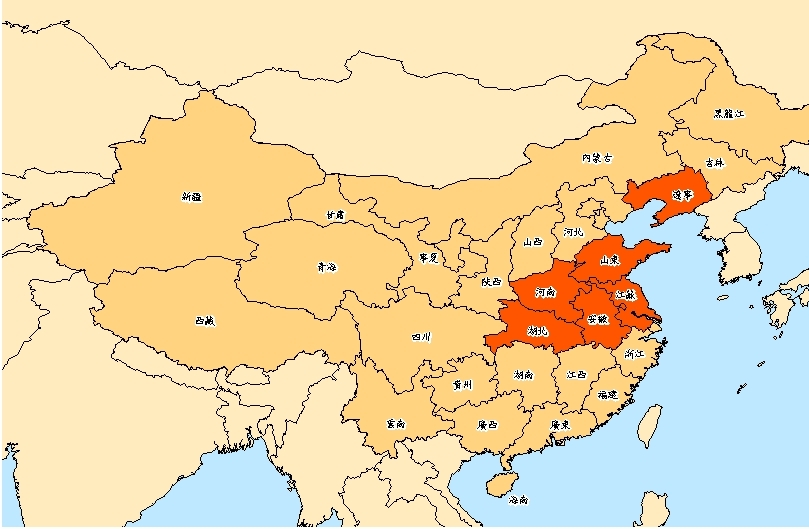
中國發熱伴血小板減少綜合症病原布尼亞病毒分佈省份

## 傳染性
本病藉由長角血蜱（Haemaphysalis longicornis）叮咬人而傳播病毒，自病患住所飼養動物身上的採集長角血蜱後，檢測186隻長角血蜱中，有10隻(5.4%)帶有病毒核酸，但病毒核酸序列接近但不完全相同於患者身上的病毒。流行病學證據顯示病毒可人傳人，急性期病人及屍體血液、血性分泌物具有傳染性，直接接觸病人血液或血性分泌物可導致感染。2024年3月19日，日本國立傳染病研究所宣布，日本出現首例蜱蟲病人傳人的病例。

## 臨床症狀
主要症狀有發燒、血小板減少、腸胃道症狀、白血球减少、多重器官障礙，初期死亡率為30%。SFTS 在有 7-14 天的潛伏期，共分成三個階段：發燒期、 多重器官衰竭期和復原期。
在治療方面，尚無有效商業疫苗和特定的治療方法，臨床上多採支持性療法 為，藥物治療以抗病毒藥物法匹拉韋(Favipiravir)為主，搭配對位乙醯氨基酚作為 解熱鎮痛藥(因無抗血小板作用)和抗生血/抗真菌藥物治療併發感染。

## 實驗室診斷
採集病患血清檢體，最常見的血液學徵象有血小板及白血球減少，診斷方法可直接用RT-PCR檢測病人檢體是否具有SFTSV的核醣核酸(RNA)。或可用血清學方法，使用ELISA等檢測工具來檢測病患IgG抗體力價是否有四倍上升或血清陽轉的情形。